# Aimé-Benoît Seillière
 (octobre 2020).
Si vous disposez d'ouvrages ou d'articles de référence ou si vous connaissez des sites web de qualité traitant du thème abordé ici, merci de compléter l'article en donnant les références utiles à sa vérifiabilité et en les liant à la section « Notes et références ».
Pour les autres membres de la famille, voir Famille Seillière.
Aimé-Benoît Seillière (1776-1860), était au XIXe siècle un industriel vosgien d'origine rémoise.

## Biographie
Aimé-Benoît Seillière est né à Reims, où il fondé une famille de filateurs rémois originaire de Saint-Mihiel (Meuse). Il était en particulier le neveu du banquier et négociant de Nancy Florentin Seillière et le grand-oncle de Nicolas Seillière et François-Alexandre Seillière, qui ont implanté la banque Seillière à Paris. Il était aussi receveur des finances à Nancy[réf. souhaitée].
Aimé-Benoît Seillière s'est marié en 1803 à Reims. Propriétaire d’une filature mécanique de laine à Reims, il est parti dans les Vosges où il a commencé par être employé chez John Heywood , qui introduisit l'industrie cotonnière dans les Vosges lors du blocus continental. Ce dernier avait fondé à Senones et Moyenmoutier la première filature de coton des Vosges. Devenu son associé, puis son gendre, il se tourne ensuite vers la manufacture de Saint-Maurice à Senones, dans les Vosges. Aimé-Benoît Seillière l'a achetée en 1832. Ensuite, il nomma son fils Benoît-Aimé Seillière (1802-1852) gérant de l'affaire de son beau-père John Heywood. Lui-même profita de la situation de son propre beau-frère, Achille-Louis Gibert, receveur général de l'Oise, pour acheter une usine textile à Beauvais (Oise). Avec toutes leurs usines, les Seillière purent répondre à l'augmentation de la demande de l'État lors de l’expédition d'Espagne en 1823 et lors des campagnes d'Alger en 1830.